# 6 Orionis
6 Orionis är en misstänkt variabel stjärna  i stjärnbilden Orion. Stjärnan har i magnitud 5,19 och består av två eller flera komponenter. Huvudkomponenten är en blåvit stjärna av spektraltyp A3V.